# Chloroprocaïne
La chloroprocaïne est un anesthésique local de la famille des amino-esters. Sa structure moléculaire est proche de la procaïne.